# Death Note
A Death Note (デスノート; Deszu Nóto; Hepburn: Desu Nōto) japán mangasorozat, amelyet Óba Cugumi írt és Obata Takesi illusztrált.

## Története
A manga első fejezetének megjelenése után néhány évvel animesorozat is készült. A sorozat cselekménye Jagami Light, egy középiskolás diák tetteit követi nyomon, akinek birtokába kerül egy természetfeletti erővel rendelkező jegyzetfüzet, a „Halállista”, amelyet egy Ryuk nevű halálisten hagyott el a földi világban. A Halállista birtokosa bárkit meggyilkolhat, akinek ismeri az arcát és a nevét, majd utóbbit leírja a füzetbe. Light a jegyzetfüzet segítségével egy olyan utópikus világot akar megteremteni és uralni, amelyben nem létezik a gonosz, bármennyi emberéletbe is kerüljön az, egy „Kira” becenevű nemzetközi sorozatgyilkos álnéven.
A sorozat fejezetei első alkalommal Japánban, a Shueisha által kiadott Súkan Sónen Jump (angol nyelvterületen gyakran Weekly Shōnen Jump) magazinban jelentek meg 2003 decembere és 2006 májusa között. A sorozat tankóbon kötetekben 2004 májusa és 2006 októbere között jelent meg, és azóta több nyelvre is lefordították. A tizenkét kötetes mangából 2006 októberéig körülbelül 20 millió példány kelt el Japánban. A Death Note az Egyesült Államokban a Viz Media kiadásában jelent meg. A sorozat várományosa volt az American Anime-díjnak „2006 legjobb mangája”-kategóriában, valamint a sorozat első kötete a 2008-as Evergreen Young Adult Book-díjnak. Magyarországon a MangaFan jelentette meg a mangát, az első kötete 2008 júliusában jelent meg, míg a befejező tizenkettedik 2011 decemberében.
A sorozat 37 részes anime-adaptációját a Madhouse készítette el, melynek első epizódját az NTV sugározta 2006. október 3-án. Az Egyesült Államokban az anime tévépremierje 2007. október 20-án volt az Adult Swim-csatornán, Kanadában hat nappal később, október 26-án a YTV Bionix műsorblokkjában. A Death Note Magyarországon 2008. február 7-től volt látható az Animax műsorán, majd a sorozatot nem sokkal később az AXN Sci-Fi is műsorra tűzte. Egy hónappal a manga utolsó fejezetének megjelenése után, 2006 júniusába került a japán mozikba a sorozat kétrészes, élőszereplős filmváltozatának elő része, melynek nézettsége az első két hétben még az év sikerfilmjét, A Da Vinci-kódot is megelőzte a szigetországban. Az első film magyarországi mozipremierje magyar felirattal 2008. szeptember 25-én, a másodiknak 2009. május 14-én volt.

## Cselekmény
Jagami Light egyedülállóan intelligens fiatalember, aki undorral tekint a bűnözésre és romlottságra az őt körülvevő világban. Élete drámai fordulatot vesz, mikor megtalál egy földön heverő rejtélyes és természetfeletti erővel bíró jegyzetfüzetet, a „Halállistát”. A Halállistában található használati útmutató szerint az az ember, akinek a nevét leírják a füzetbe, meghal. Light kezdetben kételkedik a füzetben foglaltak igazságtartalmában, de hamarosan rádöbben, hogy a Halállista valódi. Mikorra felkeresi őt a jegyzetfüzet előző tulajdonosa, a Ryuk nevű halálisten, Light már céltudatosan használja a listát. El akarja pusztítani a gonoszságot és mindenkit aki útjába áll, hogy új világot teremtsen, melynek ő maga lesz az istene.
A drasztikus módon szaporodó titokzatos halálesetek száma az ismert bűnözők körében hamar felkelti az Interpol, és egy ugyancsak titokzatos nyomozó, „L” figyelmét. L hamar kikövetkezteti, hogy az ismeretlen sorozatgyilkos, akit az emberek Kira (az angol „killer”, vagyis „gyilkos” szó japán kiejtéséhez való hasonlósága miatt) néven emlegetnek, Japánból folytatja tevékenységét. L szintén feltételezi, helyesen, hogy Kira anélkül képes meggyilkolni másokat, hogy a közelükben legyen. Light felismeri, hogy L lesz legnagyobb ellenfele, aki megakadályozhatja céljai elérésében, mellyel elkezdődik kettejük pszichológiai macska-egér játéka.
Valamivel később Light megismerkedik Amane Miszával, egy másik Halállista birtokosával, aki megpróbál segíteni neki, de a lányt hamarosan elfogja L. Light egy tervet dolgoz ki, melyben lemond a Halállistáról, és azzal együtt minden emlékéről is a listával kapcsolatban és saját magát L felügyeletére bízza. Miután elveszíti emlékezetét Light L-lel a Jocuba csoport után kezd nyomozni, akik Misza Halállistájának birtokába kerültek. Letartóztatásuk közben Light megérinti a jegyzetfüzetet és ezzel visszanyeri emlékeit is. Visszaemlékezve tervére, folytatja azt és kényszeríti Misza Halállistájának régi tulajdonosát, a Rem nevű halálistent, hogy ölje meg L-t.
L halála után két fiatal száll harcba a megboldogult mesterdetektív megüresedett helyéért: „M”, vagyis Mello, valamint „N”, azaz Near. Mello intelligens, ugyanakkor túlzottan heves és önfejű. Near egy különleges egységet állít fel Kira elfogására. Időközben Kira tettei világszerte ismertté váltak, Light pedig L halála után megszerezte annak pozícióját is, így már azt hiszi senki sem állhat az útjába célja elérésében. Near azonban L követőjeként új szellemi párbajra hívja Lightot, akiről már kezdettől fogva feltételezi, hogy ő a titokzatos sorozatgyilkos, Kira. A végjáték során Light lelepleződik és Ryuk keze által leli halálát.

## A sorozat megszületése és az alkotói folyamat
A manga írója, Óba Cugumi nyilatkozata szerint azért döntött egy fordulatos természetfeletti sorozat megalkotása mellett, mivel úgy érezte nem lenne érzéke egy „megszokott harcos” sorozathoz és ebből a stílusú történetekből egyébkéntis hiány van. A Death Note ötletének nem volt konkrét forrása, egész egyszerűen egy nap úgy gondolta, hogy szeretne egy történetet melyben sinigamik és „kötött szabályok” szerepelnek. A pilot fejezet megjelenése után Óba nem igazán bízott abban, hogy a Jump szerkesztősége jóváhagyja a sorozatot, mivel véleménye szerint annak stílusa nem illett bele a magazin arculatába. Saját bevallása szerint, mikor megtudta, hogy az olvasók pozitív visszajelzései miatt elfogadták a sorozatot és hogy Obata Takesi lesz a rajzolója, először el sem akarta hinni.
A Death Note sorozatának kezdete a „nulladik”, pilot fejezet megszületésével kezdődött. Óba két történet ötletét nyújtotta be a Shueisha szerkesztőségének, melyek közül ők Death Note-ot részesítették pozitív elbírálásban. Óba és a történet rajzolója, Obata nem találkoztak személyesen a pilot fejezet létrejöttekor, a szerkesztőjük szerint erre nem volt semmi szükség. Ennek ellenére Óba később úgy értékelte az első közös munkát, hogy „végül is egészen jól sült el a dolog”. Óba már a nulladik fejezet megírásakor beleütközött abba a problémába, mely gyakorlatilag az egész későbbi sorozat folyamán végigkísérte: nehezére esett eléggé összesűríteni a pilot cselekményét egyetlen fejezetbe. Obata úgy nyilatkozott, hogy lelkesen állt hozzá az új feladathoz mikor megtudta, hogy egy horror történetről van szó melyben halálistenek is megjelennek. Mikor először megkapta Óba vázlatait, saját bevallása szerint, először nem igazán látta át a történetet, de annak sötét és bizarr légköre ellenére is továbbra szeretett volna dolgozni rajta. A vázlatok tanulmányozása közben már a történet későbbi alakulásán kezdett gondolkozni és hogy vajon a Jump olvasóinak mennyire fogja elnyerni a tetszését. Obatának annak ellenére tetszett a történet atmoszférája, hogy vélemény szerint a főhősnek nem sok köze volt a történet tényleges alakulásához. Obata egy interjúban úgy nyilatkozott, hogy a fejezetet végül „saját ízlése szerint rajzolta meg”.
A sorozat alkotásának első lépésében Óba vázlatokat készített melyekben a párbeszédek is szerepeltek; a vázlatok, miután a szerkesztő átnézte azokat és jóváhagyta a szövegeket, végül Obatához kerültek. A cselekmény kigondolását Óba általában teázás, séta vagy az ágyban való lustálkodás közben tette, mivel csak nyugodt körülmények között tudta tisztán maga elé képzelni a manga paneljeit. A pontos kinézet és a beállítások végső kidolgozása már azonban Obata feladata volt. Óba ugyan fűzött némi megjegyzést a vázlataihoz, mint például „elhagyott épület”, de a hátterek és a környezet megtervezését Obatára hagyta. Óba elsősorban a sorozat tempójára és a szövegek mennyiségére ügyelt, saját bevallása szerint az utóbbival gyakran voltak nehézségei, mivel néha túl hosszúra sikerültek. Megpróbált tömören fogalmazni, mivel úgy érezte, hogy a túlzásba vitt magyarázatok csak fárasztanák az olvasót és így negatívan hatnának a sorozat sejtelmes légkörére is. A cselekmény megfelelő gyorsaságának kipuhatolása miatt egy vázlatot két-három alkalommal is újrarajzolt mivel azok túl sok oldalból álltak. Óba emellett egy újabb fejezet elkészítése előtt figyelmesen átolvasta az előző néhány fejezetet is, hogy ne ejtsen hibát a történet egységességében.
Óba általános heti ütemterve szerint öt napot szánt arra, hogy kigondolja és kidolgozza az újabb fejezetet, majd pedig egy napot, hogy megrajzolja a vázlatokat és beillessze a szöveget, amit azután elfaxolt a szerkesztőjének. Bizonyos alkalmakkor azonban egy fejezet kidolgozása a megszokott három-négy nap helyett egy hónapot is igénybe vett Óba számára. Obata általában heti négy napot dolgozott a Death Note újabb fejezetén, mely a végleges rajzok elkészítéséből, a kihúzásból és néha színezésből állt. Emellett még egy napot szánt a végső simításokra is. Obata számára nem okozott nehézséget az ütemterv betartása, a színes oldalak elkészítéséhez azonban további egy-két napra volt szüksége, így az egy kicsit megzavarta a megszokott heti munkamentét.
Óba és Obata közös munkájuk ellenére csak ritkán találkoztak személyesen, elsősorban szerkesztőjükkel voltak kapcsolatban. Először a szerkesztőség egyik belső rendezvényén találkoztak 2004 januárjában. A szóbeszéd ellenére Obata, saját bevallása szerint, soha nem kérdezősködött Óba jövőbeli cselekménybonyolítása felől a szerkesztőjénél. Óba és Obata az utolsó fejezet cselekményét sem vitatták meg egymással és csak szerkesztőjükkel egyeztettek. Óba úgy nyilatkozott, hogy mikor megkérdezte szerkesztőjét, hogy Obata mondott e valamit a történetről vagy a cselekményről, szerkesztője csak annyit válaszolt, hogy „nem, semmit”. A Death Note többé kevésbé Óba eredeti szándékai szerint végződött, árulta el az író egy interjúban. Felmerült benne az ötlet, hogy L Jagami Lightot annak halálával győzi le, de végül mégis a „Yellow Box raktárépületi” befejezést választotta, bár a befejezés részleteit már kezdettől fogva rögzítette. Óba azt akarta, hogy a történet folyamatos legyen, hogy ne szakadjon epizódokra. A hangsúlyt a szereplőkre helyezte a történet eseményének a motorja pedig a Halállista volt. Mivel Óba igen kedvelte a humoros történeteket, a Death Note-ban is felfedezhetőek humoros vonatkozások.

### Mondandója és arculata

A Halállista

Óba nyilatkozata szerint sorozatával nem szándékozott semmiféle mélyen filozofikus témát feltárni. Ha azonban mégis a sorozat üzenetét kellene megfogalmazni, az véleménye szerint csupán annyi, hogy „egyszer minden ember meghal és többé nem tér vissza, ezért próbáljuk meg kihozni az életből a legtöbbet, amíg tehetjük”. Óba nem szándékozott sorozatával ideológiát létrehozni vagy ítéletet mondani jó és gonosz felett. Személyes hitéhez Near kijelentése áll a legközelebb, mely 12. kötetben olvasható.
Óba tudatában volt, hogy a történet vitákat válthat ki. Mivel a felmerülő kérdésekre a válaszok „ideológiai” alapúak, és véleménye szerint ez a folyamat inkább „veszélyesek” és nem „érdekesek” lehetnek a mangában, ezért úgy gondolta, hogy nem fogja ezt a vonulatot beledolgozni a Death Note cselekményébe. Arra a kérdésre, hogy „Ezek szerint akkor a sorozat egyetlen célja az volt, hogy az olvasó élvezze a csavaros történetet és pszichológiai csatározást?” úgy válaszolt, hogy éppen ezért örült annak, hogy a történet a Súkan Sónen Jumpban jelent meg. Mivel a Death Note a fiatalokat célozta meg, az ideológiát háttérbe lehet szorítani és pusztán jól szórakozni olvasás közben. Amennyiben a sorozatot az idősebb olvasóközönségnek szánta volna, felkészült volna a témát érintő vitákra és a történet cselekménye is abban az irányban bonyolódott volna tovább. Bár a mangában néha felbukkan a jó és a rossz értelmezésének kérdése, a válaszokat minden esetben csak maga az olvasó adhatja meg rájuk.
A sorozat legfontosabb elemének, a címbeli Halállistának a kinézetére Óba nem adott semmilyen utasítást, így annak megtervezésének feladata egyedül Obatára hárult. Obata eredeti ötlete az volt, hogy a lista egy „Biblia-szerű könyv” legyen, olyasmi, „amiről azonnal lerí, hogy micsoda”. Ezt az ötletet azonban hamar elvetette, mivel véleménye szerint egy ilyen dizájn „bonyolította volna a használatát”, így inkább egy közönséges jegyzetfüzet kinézetét választotta a Halállista számára. Obatában az az ötlet is felmerült, hogy a listák kinézete koroktól függően változhatna. Ennek megfelelően az ősi Japánban tekercsekre, a középkori Európában pedig az Ószövetségre hasonlíthattak volna.
Magán a Halállistán kívül a Death Note egy másik jellegzetes elemévé vált az alma is, mely a sorozatban a halálisten Ryuk kedvenc eledele a földi világban. Bár a gyümölcsben a rajongók párhuzamot véltek felfedezni a bibliai bűnbeesés történetével, Óba valójában csak azért használta ezt a gyümölcsöt, mert úgy gondolta, hogy „az almák klasszak” és piros színük is tetszetős kontrasztot alkothat Ryuk sötét színeivel. Emellett a gyümölcs méretét is megfelelőnek találta a halálisten „hatalmas” szájához. Obata a Death Note 13., kalauzkötetének központi elemeként szintén az almát választotta, mivel ő is úgy vélte fontos kelléke a sorozatnak. Számára is meglepetést jelentett mikor megtudta, hogy Óba valójában semmilyen mélyebb gondolatot sem társított a gyümölcshöz.

### Animeadaptáció
Araki Tecuró, az animesorozat rendezője szerette volna átültetni a manga azon elemeit, „amik oly érdekfeszítővé” tették a sorozatot és nem kimondottan csak a „igazság” erkölcsi mivoltának kutatására összpontosítani. Inoue Tosiki, az anime forgatókönyvírója is ebben a szellemben dolgozta át az eredeti sorozatot. Inoue úgy vélte, hogy ezen elemek közül Light volt a legjelentősebb, ezért az anime az ő gondolatait és cselekedeteit követi nyomon, olyan közelről, amennyire csak lehetséges. Annak érdekében, hogy minél jobban beépíthesse a manga cselekményét az animébe, egy kicsit módosította az időrendiséget és emlékvillanásokat illesztett be a sorozat nyitóképei után, hogy elérje a kívánt hatást. Araki nyilatkozata szerint, mivel az anime nézője nem tud visszalapozni, ahogyan azt a manga olvasói megtehetik, ezért szükséges volt, hogy az adaptációban minden részletet pontosan megvilágítsanak és tisztázzanak. Mivel azonban lehetetlen lett volna a manga minden elemére pontosan kitérni, Inoue a legfontosabb részleteket helyezte előtérbe. Inoue az anime elkészítést kényes feladatnak és nagy kihívásnak tekintette, az eredeti manga összetettsége miatt. A munkálatok során jóval több megjegyzést és utasítást fűzött a sorozat forgatókönyvéhez, mint egyébként szokott. Araki véleménye szerint ezek a jegyzetek a más helyzetben jelentéktelennek tűnő apróságokról végül döntő jelentőséggel bírtak a sorozat elkészítése folyamán.
Araki saját bevallása szerint mikor tudást szerzett a Death Note animeadaptációjának tervezett elkészítéséről, szinte „könyörgött”, hogy részt vehessen a munkában, később pedig mint rendező ragaszkodott hozzá, hogy a sorozat írója Inoue legyen.

## Médiamegjelenések

### Manga
A Death Note fejezetei első alkalommal a Shueisha által kiadott Súkan Sónen Jump című magazinban jelentek meg Japánban 2003 decembere és 2006 májusa között. A magazinban a sorozatnak összesen 108 fejezete jelent meg, melyeket később tizenkét tankóbon kötetbe gyűjtve is kiadtak. A manga kiadásának jogait a Viz Media birtokolja Észak-Amerikában. A Death Note első angol nyelvű kötete 2005. október 4-én, utolsó kötete pedig 2007. július 3-án jelent meg. Magyarországon a MangaFan gondozásában került kiadásra, első kötete 2008 júliusában, az utolsó kötete pedig 2011 decemberében jelent meg. A mangasorozaton kívül 2008 februárjában, a Súkan Sónen Jump 11. számában megjelent egy egyrészes történet is, mely néhány évvel az eredeti sorozat eseményei után játszódik.
A sorozat utolsó, 12. kötetének megjelenése után három hónappal, 2006. október 13-án a Shueisha kiadott egy 13. kalauzkötetet is Death Note: How to Read címmel. A kalauz összegyűjtött és rendszerezett információkat, a szereplők adatlapjait, kulisszatitkokat valamint interjúkat tartalmazott a sorozat alkotóival. A 13. kötet első kiadását egy különleges dioráma-csomagban lehetett megvásárolni, mely öt ujjra húzható játékbábút is tartalmazott, amik a sorozat egyik fiatal főszereplőjének, Nearnek a játékait idézték. Az öt báb Kirát, L-t, Miszát, Mellót és Neart ábrázolta. A Viz 2008. február 19-én szintén kiadta a 13. kötetet angol nyelven.

### Anime
A sorozat anime-adaptációját a Madhouse készítette el Araki Tecuró rendező közreműködésével. A 37 részes animesorozat egyes epizódjait az NTV sugározta „minden kedden 24.56-kor” 2006. október 3. és 2007. június 26. között. A sorozat elkészítésében a Madhouse stúdión kívül az animét elsőként sugárzó Nippon Television, a Shueisha, a D.N. Dream Partners és a VAP is közreműködött.
Észak-Amerikában a sorozat jogait a Viz Media szerezte meg és a világhálón keresztül „Download-to-Own (letölteni és megtartani)” és „Download-to-Rent (letöltve kikölcsönözni)” szolgáltatásain keresztül tette elérhetővé az Egyesült Államokon belül mialatt a sorozatot Japánban még sugározták. A Viz ezen szolgáltatása egyedi volt a maga nemében, tekintettel arra, hogy így a Death Note lett az első olyan sikeres animesorozat, melyet már annak első japán sugárzása alatt legálisan hozzáférhetővé tettek a közönség számára. Az egyes epizódokhoz japán audiosávval és angol felirattal lehetett és lehet hozzáférni az IGN kizárólagosan Microsoft Windows operációs rendszer alatt működő Direct2Drive szolgáltatásán keresztül. A sorozat észak-amerikai DVD kiadását a The Ocean Group készítette el. A lemezek az eredeti japán hangsáv mellett angol szinkronhangot és angol feliratot is tartalmaznak. A Viz az Anime Expo 2007-en jelentette be hivatalosan az első DVD normál és különleges kiadásának 2007. november 20-i megjelenési dátumát. A DVD első 15 000 darabja exkluzív gyűjthető figurákat is tartalmazott.
A Death Note Észak-Amerikai tévépremierje az előzetes bejelentések szerint a kanadai YTV Bionix műsorblokkjában lett volna 2007. szeptember 7-én, a műsorterv azonban nem sokkal a tervezett premier előtt megváltozott és a sorozat lekerült a programok közül. A kanadai sugárzást 2007. október 26-ra halasztották, melyet így megelőzött a sorozat Egyesült Államokbeli premierje, mely október 20-án volt az Adult Swim tévécsatornán. A sorozat az Adult Swim Video weboldalán szintén megtekinthető volt, az új epizódok a tévécsatornán való premierrel egy időben, szombatonként kerültek fel a honlapra.
Magyarországon az animesorozat premierje "Death Note: A Halállista" címmel ellátva 2008. február 7-én volt az Animax csatornán, az utolsó epizód pedig 2008. június 12-én volt látható. A sorozatot a premier után nem sokkal később az AXN Sci-Fi is műsorra tűzte.

### OVA-epizódok
A 37 részes animén kívül a japán NTV 2007. augusztus 31-én sugározta a két órás Death Note Rewrite: Gensi szuru kami (DEATH NOTE リライト・幻視する神), röviden csak Death Note: R című különleges kiadást, melynek cselekménye az eredeti történet után játszódott és összefoglalta annak első felének eseményeit, Light és L párharcát. A „rewrite” angol szó japán kiejtése (reraito) azonos a „relight” angol szóval, mely szintén utalhat az újrafeldolgozásra. Emellett a „relight” a sorozat főszereplőjének, Lightnak, japános kiejtéssel Raitonak a nevére is utalhat. A visszaemlékezés kerettörténete, hogy Ryuk visszatér a halálistenek világába, ahol a többi halálisten a földi világról kezdi faggatni. A Death Note: R-t az előzetesekben az eredeti történet Ryuk szemszögéből való újraértelmezéseként hirdették, mely azonban nem valósult meg. A különkiadás azonban átdolgozott párbeszédeket, néhány új jelenetet és egy alternatív végkifejletet is tartalmazott. 2008. augusztus 22-én az NTV műsorra tűzte a második különleges kiadást is, mely a Death Note Rewrite 2: L o cugu mono (DEATH NOTE リライト2・Lを継ぐ者) címet viselte. A különleges kiadás második része az eredeti történet második felével foglalkozott, Near és Mello összecsapására a sorozatgyilkos Kirával.
Magyarországon az első OVA-epizódot "A Halállista: Egy új világ istene" címmel az Animax vetítette, először 2009. szeptember 20-án. A második OVA-epizód pedig "A Halállista: L örökösei" címmel volt látható az Animax-en 2010. szeptember 26-án.

### Light novel
A sorozathoz kapcsolódó Death Note: Another Note – Los Angeles BB renzoku szacudzsin dzsiken (DEATH NOTE アナザーノート ロサンゼルスBB連続殺人事件) című light novel írója Nisio Isin. A könyv a mangasorozat előzményeit mutatja be Mello elbeszélésében. A történet L első találkozását meséli el Miszora Naomival a Los Angeles-i „BB-sorozatgyilkos ügy” kapcsán, amiről a manga második kötetében történt említés. A könyv cselekményének központi szereplői Naomi, L és az egyik bűnöző, akit L üldöz. A regény emellett bepillantást enged Vatari árvaházának (a „Wammys House”) működési rendszerébe, ahol L, Mello, Beyond Birthday, Matt és Near kiképzése folyt. A Death Note: Another Note 2006. augusztus 1-jén jelent meg Japánban, majd pedig 2008. február 19-én angol nyelven is Észak-Amerikában a Viz kiadásában. Az angol kiadás árusítását azonban néhány kereskedő már 2008. február 7-én megkezdte.

### Videójátékok
A Death Note alapján készült első videójáték Death Note: Kira Game (デスノート キラゲーム) címen 2007. február 15-én jelent meg a Konami kiadásában Nintendo DS-re. A Kira Game egy stratégiai játék, melyben a játékos Kira vagy L szerepét öltheti magára. A „Kira” és az „L” valójában, akárcsak a sorozatban, fedőnevek. A játék célja, hogy a játékos kiderítse, hogy melyik szereplő bújik meg a Kira vagy L fedőnév alatt, attól függően, hogy előzőleg melyik szerepet választotta. A játék három fázisra osztható: a nyomozás, mely során a játékos más szereplőkkel vitatja meg az ügyet és a talált nyomokat; a szavazás, mely során a nyomozócsapat minden tagja felfedi, hogy kiről feltételezi, hogy ő Kira vagy L; L/Kira, mely során a játékos egyetlen gyanúsított után nyomozhat, akiről azt gyanítja, hogy ő a keresett személy. A játék második része Death Note L o cugu mono (デスノート Lを継ぐ者) címen jelent meg 2007. július 12-én. A játék a manga második részén alapul, melyben L helyére Mello és Near lép.
A sorozat harmadik darabja L: the Prologue to Death Note – Raszen no Trap (L the proLogue to DEATH NOTE -螺旋の罠-) címen jelent meg 2008. február 7-én, elődeihez hasonlóan szintén Nintendo DS-re. A játékos ebben az esetben egy fiatal FBI-ügynök szerepét öltheti magára, aki egy rejtélyes szállodában tér magához. Az épületből való kijutásban L siet a játékos segítségére, aki tanácsokkal látja el az FBI-ügynököt annak PDA-ján keresztül. A játék cselekménye az eredeti manga történései előtt játszódik.

### Jonkoma-képsorok
A sorozatnak több humoros jonkoma-képsora is megjelent az Akamaru Jump című japán magazin 2004 tavaszán és nyarán, valamint 2005 telén és tavaszán megjelent számaiban. Az Akamaru Jump mellett az eredeti sorozat közlő Súkan Sónen Jump „Gag Special 2005” című különszámában is megjelentek néhány hasonló képsor. A Death Note 13. kalauzkötetében újranyomtatták az összes addig megjelent jonkoma-képsort melyeket az Akamaru Jump és a Súkan Sónen Jump közölt.

### Zenei albumok
A Death Note animesorozatának három zenei albuma jelent meg a VAP kiadásában, melyek az anime alatt hallható zeneszámokat tartalmazzák. A sorozat zenéjét Hirano Josihisza és Taniucsi Hideki szerezte. A Death Note Original Soundtrack 2006. december 21-én, az Original Soundtrack II 2007. március 21-én és az Original Soundtrack III június 27-én jelent meg. A három soundtrack-album megjelenését megelőzően, 2006. október 18-án megjelent egy kislemez is the World címen. A manga alapján készült élőszereplős filmek zenéje szintén a VAP kiadásában jelentek meg Kavai Kendzsi zeneszerző közreműködésével. Az első mozifilm zenéje Sound of Death Note címen 2006. június 17-én, a második mozifilm zenéje Sound of Death Note – the Last name címen november 2-án jelent meg. A sorozat és a film zenéjét tartalmazó lemezeken kívül más válogatás albumok is megjelentek különböző előadók közreműködésével.

### Filmek

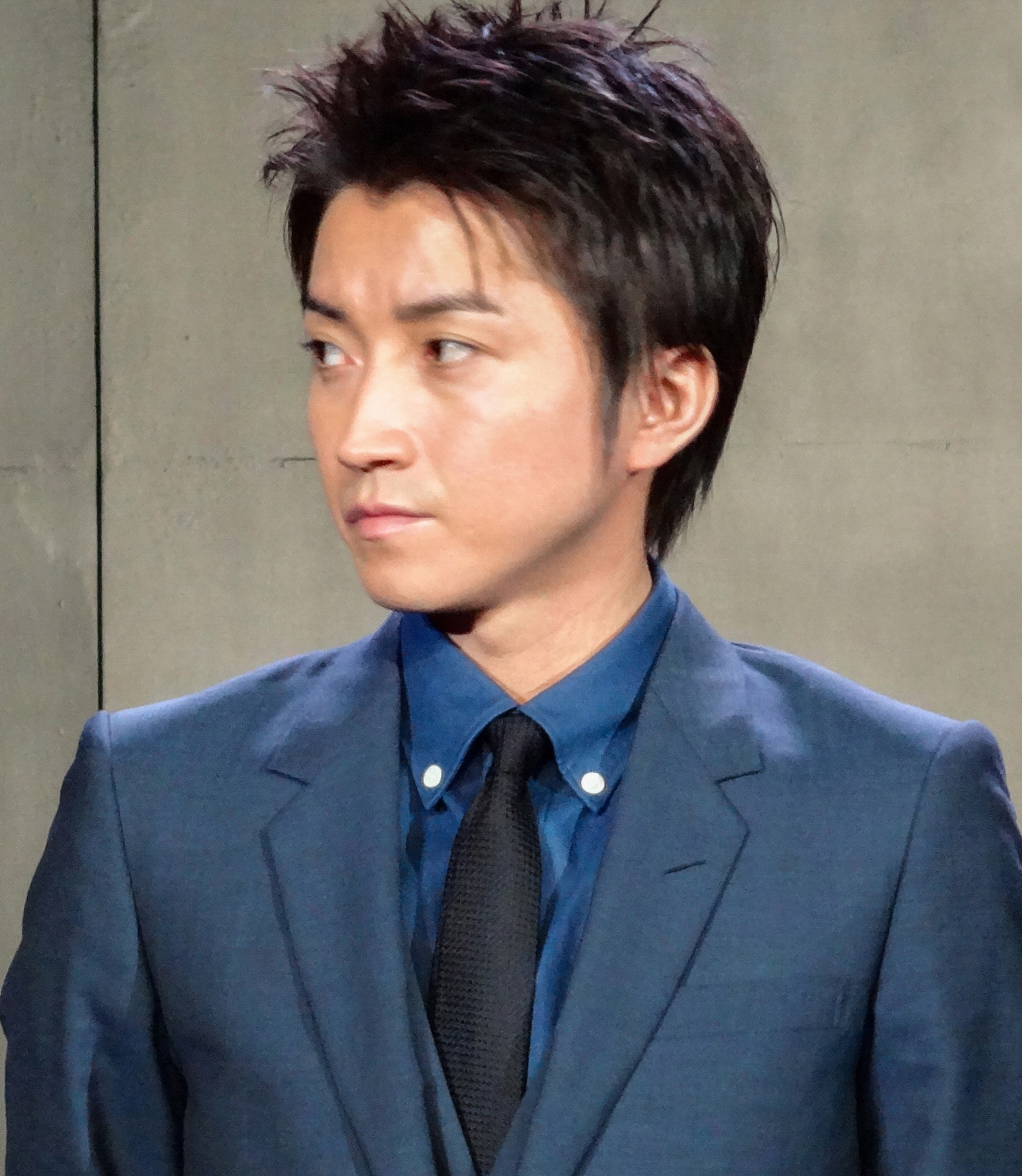
A Jagami Lightot alakító Fudzsivara Tacuja 2014-ben

A sorozat alapján három élőszereplős film született. A Death Note – A halállista (デスノート) 2006. július 17-én, a Death Note – Az utolsó név (デスノート the Last name) november 3-án került a japán mozikba. Az első rész nézettsége az első két hétben az év sikerfilmjét, A Da Vinci-kódot is megelőzte a szigetországban. A második film bemutatásának hetében szintén a mozilátogatási toplisták élére tört, és négy héten keresztül megőrizte első helyét. A filmeket az animesorozatot is bemutató Nippon TV készítette Kaneko Súszuke rendezésében. A főszerepekben Fudzsivara Tacuja (Jagami Light) és Macujama Kenicsi (L) voltak láthatóak. A filmek amerikai remakején jelenleg a Vertigo Entertainment dolgozik. Az első film magyarországi bemutatója 2008. szeptember 25-én volt a MoziÜnnep 2008 rendezvénysorozat keretei között, mely egybeesett 2008-as Őszi AnimeConnal is. A film csak három budapesti filmszínházban, a Corvinban, a Palace Mammutban és a Palace Lurdy Házban volt megtekinthető. A film második részét 2008. december 13-án premier előtt vetítette a Palace Lurdy Ház az Animekarácsony rendezvény szervezésében. Mindként film japán hanggal és magyar felirattal volt látható. Az animesorozatot is sugárzó Animax tévécsatorna 2009. január 24-én és 25-én tűzte műsorára mindkét film szinkronizált változatát. A film szereplőnek magyar hangját az animesorozatban is közreműködő szinkronszínészet adták. Az utolsó név mozipremierje 2009. május 14-én volt.
A harmadik élőszereplős film L: Change the World (L change the WorLd) címen és Nakata Hideo rendezésében került a japán mozikba 2008. február 9-én. A film története a Death Note eseményei után játszódik és L életének utolsó 23 napját és a mesternyomozó utolsó ügyét meséli el, melyben egy bioterrorista-csoportot kell megállítania. L szerepében ismét Macujama Kenicsi volt látható.
A Netflix 2017-ben mutatta be saját Deat Note című filmjét, ami jelenleg a legújabb adaptációja az eredeti ötletnek, viszont nagyon sok dologban eltér a történettől. A főszereplő neve Light Turner, akit Nat Wolff alakít a filmben, L szerepét, pedig Kieth Stanfield alakítja. A film nem aratott sikert a rajongók körében.

### Egyéb adaptációk
2015 nyarán Dél-Koreában a manga musicaladaptációját mutatják be Hong Gvangho (홍광호, Hong Gwang-ho) és Kim Dzsunszu (Kim Junsu) főszereplésével.

## Fogadtatás
A 12 kötetes mangából 2006 októberéig körülbelül 20 millió példány kelt el Japánban, 2008. december 31-re ez a szám elérte a 26,5 milliót. A Death Note várományosa volt az észak-amerikai American Anime-díjnak „2006 legjobb mangája”-kategóriában. A sorozat Viz Media által kiadott angol nyelvű első kötetét szintén jelölték a 2008-as Evergreen Young Adult Book-díjra.
Kaneko Súszuke, a sorozat első filmadaptációinak rendezője szerint a mangasorozat alig foglalkozik azzal a fájdalommal és borzalommal, amit a Halállista áldozatai érezhettek. Kaneko amellett, hogy hű akart maradni az eredetihez, a filmekben jobban ki szerette volna emelni a történet drámaiságát. Fudzsivara Tacuja, Light megszemélyesítője a Death Note témáját és tartalmát a Dosztojevszkij Bűn és bűnhődés című regényéhez hasonlította, mely egy hátborzongató történetet mesél el egy nagyon időtálló dilemmáról.
Tom S. Pepirium az IGN egyik írójának véleménye szerint a Death Note „erősen sorozat-jellege” teszi „igazán magával ragadóvá”. Peirium azt is megjegyzi, hogy a sorozat megfelelő átültetése más nyelvre nem könnyű feladat és hogy ennek ellenére Stephen Hedley, az angol változat fordítója, „nem végzett rossz munkát”. Írásában megdicsérte a sorozat angol szinkronrendezőjének, Karl Willems-nek a munkáját is, aki véleménye szerint kiváló és profi szinkronszínészeket válogatott össze. A Play magazin a Death Note-ot 2007 legjobb animéjének nevezte éves értékelőjében. John Powers, a National Public Radio Fresh Air műsorában úgy jellemezte a sorozatot, hogy „könnyen függőséget okozhat” és a Lost című amerikai sikersorozathoz hasonlította.
Douglas Wolk a Salon írója cikkében megemlíti azt a szóbeszédet, mely szerint a sorozat alkotói a Death Note megalkotásakor csak fele olyan hosszú történetben gondolkodtak, mint amilyen végleges formájában lett. Óbát és Obatát a sorozat növekvő népszerűsége miatt beszélték rá, hogy növeljék meg a történet méretét, legalábbis a szóbeszéd szerint. Tény azonban, hogy a rajongók több ezer Death Note-os rajongói történetet tettek közzé a világhálón.
A. E. Sparrow az IGN ismertetőjében a sorozat alapján készült light novelt 10 pontból 9,5-értékelte értékelte. Véleménye szerint a könyv írójának sikerült megragadnia a különböző szereplőket motiváló erőket és átültetnie mindazt a mangából ami remek olvasmánnyá teszi. Sparrow megemlítette, hogy a Death Note rajongói ismerős környezetben fogják találni magukat a regényben, mely még jobban elmélyíti az eredeti sorozat hátterét. Az L change the WorLd novellaváltozata a második legtöbb példányszámban értékesített light novel volt 2008-ban. Carl Kimlinger, a Protoculture Addicts animékkel és mangákkal foglalkozó magazin egyik írója „erkölcsileg taszítónak” nevezte a sorozatot, ami „egy igen sekélyes és undorítóan embergyűlölő világnézetet” jelenít meg.
Az Ekultúra a sorozatot komor témája ellenére „rendkívül” izgalmasnak nevezte, melynek történetszövése „a legjobb pszichológiai thrillereket és krimiket” idézi. Obata Takesi rajzait „rendkívül kifejezőek” nevezte, melyek kellően támogatják és közvetítik a szereplők belső monológjainak, tépelődéseinek légkörét.

### Botrányok és a sorozatot mintázó bűncselekmények
2005-ben a Kínai Népköztársaság Liaoning tartományának székhelyén, Senjangban a közoktatásért felelős hatóságok betiltatták a sorozat kiadását. A Death Note betiltásának közvetlen oka, hogy a diákoknál a sorozatban látható Halállistához hasonlító jegyzetfüzeteket találtak, melyekbe a tanulók ismerőseik, ellenségeik és tanáraik neveit írták be. A tiltás a tanulók „fizikai és mentális egészségét” hivatott megvédeni az olyan horrorirodalomtól, „mely félrevezetheti a gyermekek ártatlan gondolkodását és lelkivilágát”. Jonathan Clements, a keleti kultúrákkal foglalkozó angol író megítélése szerint a kínai hatóságok részben a „babona” ellen foglaltak állást, részben viszont a Death Note illegális, kalózkiadásai ellen. A tilalmat más kínai városokban is érvénybe léptették, köztük Pekingben, Sanghajban és a Kanszu tartományban található Lancsouban. A tilalom ellenére azonban a sorozat legális, kínai kiadása Hongkongban és Tajvanon továbbra is megvásárolható.
A kínai eset nem volt egyedülálló. 2007 novemberében a virginiai Richmond Franklin Katonai Akadémiáján felfüggesztettek egy diákot, miután megtalálták nála a sorozatbeli Halállista egyik utánzatát, melybe több diáktársa nevét is feljegyezte. 2008-ban az észak-karolinai Hartsville Középiskolában egy diáktól szintén elkoboztak egy „Halállistát”. A körzeti tisztviselők egyenes párhuzamot feltételeztek a jegyzetfüzet és a manga-, illetve animesorozat között. A jegyzetfüzetben a tanuló hét diáktársának neve volt olvasható. Az iskola fegyelmi meghallgatást rendelt el és értesítették a listán szereplő hét diák szüleit is. Az iskola igazgatója, Chris Rogers a szülőknek írt levelében megjegyezte, hogy „a jegyzetfüzet eredetétől függetlenül nagyon komolyan veszik az ügyet.” A diákok biztonsága érdekében, az ügyet éppen olyan komolysággal kezelték, mintha egy diák bombával fenyegetőzött volna telefonon, vagy fegyvert vitt volna az iskolába. Megjegyezte továbbá, hogy bár feltételezhetően senkinek sem esett volna bántódása, mégsem hajlandó megkockáztatni, hogy az ügy akár véletlenül is komolyra forduljon és további lépéseket is tervez a diákok biztonságának megőrzése érdekében. 2008 áprilisában az alabamai Gadsdenben két hatodikos fiút tartóztattak le „Halállista” birtoklásáért, melyben több tanár és diáktársuk neve szerepelt. A két tanulót felfüggesztették az iskolában. A két diák, szüleik és az iskola néhány tanára között beszélgetést kezdeményeztek a gyermekvédelmi hatóság egyik munkatársával. 2008. május 14-én a washingtoni Gig Harborban egy középiskolás diákot eltanácsoltak, hármat pedig felfüggesztettek amiért szintén „Halállistákat” találtak náluk. Az egyik diák édesapjának nyilatkozata szerint a „Halállista” annak a nagyjából két évnyi szorongásnak az eredménye, mialatt gyermekét a többi tanuló folyamatosan bántalmazta és megfélemlítette.
A legkirívóbb eset azonban, mely a feltételezhetően a sorozathoz köthető Belgiumban történt. 2007. szeptember 28-án egy azonosítatlan fehér férfi maradványai mellett két cetlit találtak, amelyen a „Watashi wa Kira dess” (helyesen „Watashi wa Kira desu”, magyaros átírásban „Vatasi va Kira deszu”, vagyis „én vagyok Kira”) üzenet állt. A bűncselekmény Belgiumban „mangamoord” azaz „mangagyilkosság” néven vált ismertté.
2008-ban a hongkongi szórakoztatóipar több hírességét is érintő szexképbotrány során egy, magát a Death Note főszereplőjéről Kirának nevező főrumozó – másokkal együtt – több száz magánképet töltött fel, melyeket Edison Chen popsztár laptopjáról tulajdonítottak el. „Kirát” nem sikerült a rendőrségnek elfognia, a számítógépet kezelő technikust azonban letöltendő börtönre ítélték.